# Kostas Sloukas
Kostas Sloukas (grec: Κώστας Σλούκας)  (Tessalònica, 15 de gener de 1990) és un jugador de bàsquet grec i capità de l'equip del Panathinaikos BC de la Lliga grega de bàsquet i l'Eurolliga. També és membre habitual de la selecció de bàsquet de Grèca. És esquerrà, fa 1,90 m d'alçada i juga en la posició de base.
Sloukas ha jugat vuit finals de l'Eurolliga (2012, 2013, 2015, 2016, 2017, 2018, 2023 i 2024) guanyant el títol en quatre ocasions (2012, 2013 i 2024). Va ser membre del primer equip de l'All-EuroLeague el 2019 i membre del segon equip de l'All-EuroLeague el 2024.
Sloukas és sobrenomenat «Slouky Luke» (pronunciat Slucky Luke) o «l'home que dispara i passa més ràpid que la seva ombra», que és un joc de paraules sobre el seu nom i el personatge de Lucky Luke.